# 1,4-다이옥세인
1,4-다이옥세인(영어: 1,4-dioxane, 독일어: 1,4-Dioxan, 1,4-디옥산)은 다이옥세인 중 하나로, 1,2-다이옥세인과 1,3-다이옥세인과 이성질체 관계에 있다. 1,4-다이옥세인은 각각의 산소가 작용기를 가지는 특이한 에테르로 분류된다. 그래서 1,4-다이옥세인은 같은 수의 탄소를 가지는 다이에틸 에테르에 비해 보다 더 극성이다.
1,4-다이옥세인은 독성 물질로, 세계 보건 기구(WHO)에서는 50ppb 이하를 권고하고 있다. 1998년 1월 1일부터 미국 캘리포니아주 법률은 1,4-다이옥산을 발암 물질로 규정하고 있다.

## 2009년 대구에서의 유출
2009년 1월, 낙동강을 수원으로 삼은 정수장 중 하나인 두류정수장에서 1,4-다이옥세인의 농도가 554ppb로 확인되어 대구광역시에서는 해당 정수장의 가동을 중단시켰다.

## 같이 보기
- 다이옥산온